# Agasarahalli, Chiknayakanhalli
Agasarahalli là một làng thuộc tehsil Chiknayakanhalli, huyện Tumkur, bang Karnataka, Ấn Độ.